# Доган, Онур
Онур Доган (тур. Onur Doğan, на Тайване более известен как Чу Ен-Ле (кит. 朱恩樂); 8 сентября 1987, Чанаккале, Турция) — натурализованный тайваньский футболист, нападающий клуба «Тайчжун Футуро» и сборной Тайваня.

## Биография

### Клубная карьера
В начале игровой карьеры выступал за клубы низших лиг Турции. Там же в Турции Доган познакомился с девушкой из Тайваня, на которой впоследствии женился и переехал вместе с ней на Тайвань, где стал игроком местного клуба «Татунг». В его составе становился чемпионом Тайваня в сезоне 2013. В 2016 году Доган подписал контракт с клубом первой лиги Китая «Мэйчжоу Хакка». В Китае он провёл два сезона, сыграл 48 матчей и забил 9 голов. Вернувшись в 2018 году в «Татунг», ещё дважды выиграл с командой чемпионат Тайваня. В 2021 году перешёл в «Тайчжун Футуро».

### Карьера в сборной
В 2014 году Доган получил гражданство Китайской Республики (Тайваня) и был приглашён в сборную Тайваня, за которую дебютировал 13 ноября в матче первого отборочного турнира Кубка Восточной Азии 2015 против сборной Гуама, в котором вышел на поле после перерыва. По состоянию на ноябрь 2019 года сыграл за сборную 27 матчей и забил 6 мячей и с тех пор в команду не вызывался.
Является первым натурализованным футболистом в истории сборной Тайваня.

## Достижения
«Татунг»
- Чемпион Тайваня (3): 2013, 2018, 2019